# Хорст Даслер
Хорст Даслер (на немски: Horst Dassler), син на Адолф Даслер, разширява фамилната марка с Адидас-Франция, и марката за плувни стоки Арена (плувна марка) в Ландесхайм, Ба Рен, Елзас.
Продължава линията на баща си, Адолф, да привлича масово спортисти да носят стоките им и разширява дейността си мащабно да обсебва и корумпира световните и националните спортни организации и висшестоящи лица за групови договори с Адидас. За негови протежета се спрягат Жоао Хавеланж (ФИФА), Сеп Блатер (ФИФА), Хуан Антонио Самаранч (МОК), Томас Бах (МОК) и мн др.
Спряга се за истинския „кръстник“ на световния спорт за големите пари, въпреки че в обществото се грижи да изглежда скромен на външен вид.
Умира на 9 април 1987 от рак. Оставя жена и две деца.